# Florenceville-Bristol
Florenceville-Bristol är en ort i Kanada.   Den ligger i provinsen New Brunswick, i den östra delen av landet, 600 km öster om huvudstaden Ottawa. Florenceville-Bristol ligger 64 meter över havet och antalet invånare är 1 639.
Terrängen runt Florenceville-Bristol är huvudsakligen platt. Florenceville-Bristol ligger nere i en dal. Runt Florenceville-Bristol är det glesbefolkat, med 9 invånare per kvadratkilometer.. Florenceville-Bristol är det största samhället i trakten.
Omgivningarna runt Florenceville-Bristol är en mosaik av jordbruksmark och naturlig växtlighet.